# Zjivkovo (distrikt i Bulgarien, Oblast Sofija)
Zjivkovo (bulgariska: Живково) är ett distrikt i Bulgarien.   Det ligger i kommunen Obsjtina Ichtiman och regionen Sofijska oblast, i den västra delen av landet, 40 km sydost om huvudstaden Sofia.
I omgivningarna runt Zjivkovo växer i huvudsak blandskog. Runt Zjivkovo är det ganska glesbefolkat, med 45 invånare per kvadratkilometer.